# Piet van Mierop
Piet van Mierop, eigenlijk Pierre Constant Schenkenberg van Mierop (S.f. Majong, 30 oktober 1903 – Arnhem, 21 april 1978) was een Nederlands schilder, tekenaar en grafisch ontwerper.

## Leven en werk
Van Mierop werd geboren in Nederlands-Indië, op het terrein van de suikerfabriek Majong, zo'n 11 kilometer van de stad Kudus op Java. Hij was een zoon van Lodewijk Hendrik Schenkenberg van Mierop, tuinemployé in de suikerindustrie, en Marie Constance Legrand. Van Mierop volgde een opleiding aan de afdeling werktuigbouwkunde van de mts, waar hij ook les kreeg in lijn- en handtekenen. Hij werd vervolgens machinist en uiteindelijk hoofdmachinist bij de Staatsspoorwegen op Java. Hij trouwde in 1928 met Eleonora Leontina Crama (1910-2004), met wie hij drie kinderen kreeg.
Als kunstenaar was Van Mierop autodidact. Hij maakte vanaf begin jaren 30 tekeningen en karikakturen voor onder andere de Java Expres?, het weekblad ?d?'Oriënt?, het Algemeen Indisch Dagblad en het Soerabajaasch Handelsblad. Eind jaren 30 stapte hij over naar een andere afdeling van de Staatsspoorwegen: hij werd in juli 1938 aangesteld als technisch leider van het Reclamewezen en kreeg in november van datzelfde jaar de functie van hoofd van het reglementenbureau, magazijn van drukwerken en drukkerij. In 1939 werd hij hoofdcommies van het Reclamewezen. Hij maakte voor de spoorwegen onder meer affiches, reclameborden, spoorwegmaquettes en wandschilderingen in stationsgebouwen.
Van 1942 tot 1945 was Van Mierop geïnterneerd in een jappenkamp. Tijdens de periode in het kamp bleef hij tekenen met materiaal dat door zijn vrouw Noor naar binnen werd gesmokkeld. In 1950 trok het gezin naar Nederland en vestigde zich in Oosterbeek. Van Mierop opende er zijn eigen reclamebureau, de Recl. Studio van Mierop. Hij was vanaf de oprichting lid van de kunstenaarsverenigingen Rhijn-Ouwe en Punt 62 in Oosterbeek, waarmee hij ook exposeerde. In zijn werk, krijttekeningen en schilderijen, is de invloed vanuit het Oosten zichtbaar. Een journalist van de Arnhemsche Courant die de debuuttentoonstelling van Rhijn-Ouwe in 1955 bezocht, noemt "drie markante schilderijen met Indische onderwerpen door Piet van Mierop. In de flamboyant bloeit de felle kleurenpracht van het Oosten; de mystiek van dat Oosten spreekt uit de optocht van Balinezen, die de plechtige, mystieke ceremonie van een lijkverbranding gaan vieren; van een kratonmuurtje schijnt de broeiende warmte terug, een gevoelig geschilderd paneel."
Van Mierop overleed in 1978, op 74-jarige leeftijd.
- Biografisch Portaal: 03431545
- RKD-Nederlands Instituut voor Kunstgeschiedenis: 70351